# Чулі
Мануель Хесус Васкес Флоридо (ісп. Manuel Jesús Vázquez Florido), відомий як Чулі (ісп. Chuli, нар. 25 січня 1991, Уельва) — іспанський футболіст, нападник клубу «Рекреатіво».

## Ігрова кар'єра
Народився 25 січня 1991 року в місті Уельва. Вихованець футбольної школи «Еспаньйола».
У дорослому футболі дебютував 2009 року виступами за команду «Еспаньйол Б», в якій провів два сезони.
2011 року перейшов до «Рекреатіво», де спочатку грав за другу команду, після чого став основним гравцем головної команди. 
Наступними командами в ігровій кар'єрі футболіста були«Реал Бетіс», «Леганес», «Альмерія», «Хетафе», «Луго» та «Екстремадура».
2019 року повернувся до «Рекреатіво».